# Pogonia (botanica)
Pogonia Juss., 1789 è un genere di piante appartenente alla famiglia delle Orchidacee (sottofamiglia Vanilloideae, tribù Pogonieae).

## Biologia
Le specie del genere Pogonia rientrano tra le "orchidee ingannevoli": grazie alla presenza sul labello di una peluria che simula i granuli di polline, attraggono con l'inganno gli insetti pronubi. È il caso p.es. di Pogonia ophioglossoides che con questo meccanismo, si riproduce per impollinazione entomogama grazie alle visite di Bombus spp..

## Distribuzione e habitat
Il genere è diffuso in Asia orientale, dall'estrema Russia orientale (Chabarovsk, Sakhalin) sino alla Mongolia, alla Cina e al Giappone; una singola specie (Pogonia ophioglossoides) è presente in Nord America (versante orientale del Canada e degli USA).

## Tassonomia
Il genere comprende le seguenti specie:
- Pogonia japonica Rchb.f., 1852
- Pogonia minor (Makino) Makino, 1909
- Pogonia ophioglossoides (L.) Ker Gawl., 1816
- Pogonia subalpina T.Yukawa & Y.Yamashita
- Pogonia trinervia (Roxb.) Voigt, 1845
- Pogonia yunnanensis Finet, 1897